# 搖指
搖指是一種常用的古箏彈奏技巧，一般是以拇指或食指在弦上細密並快速來回搖動的演奏，又依據不同風格的樂曲、流派，更產生了不同分類的大指搖奏方法。 

## 風格分類
1. 懸腕搖
2. 扎樁搖
3. 大指搖
4. 食指搖